# فيلهلمينا ملكة هولندا
الملكة فيلهلمينا (بالهولندية: Wilhelmina، وتُلفظ: [ʋɪlɦɛlˈminaː] استمع ) (فيلهلمينا هيلينا بولين ماريا؛ 31 أغسطس 1880 - 28 نوفمبر 1962)، ملكة هولندا منذ عام 1890 حتى تخليها عن العرش في عام 1948. بقيت في الحكم مدة 58 عامًا، أطول من أي ملك هولندي آخر. شهد حكمها الحربين العالميتين الأولى والثانية، فضلا عن الأزمة الاقتصادية الهولندية عام 1933.
فيلهلمينا التي كانت الابنة الوحيدة لفيليم الثالث ملك هولندا وإيما من فالدك وبيرمونت، اعتلت العرش بعد وفاة والدها في عام 1890، تحت وصاية والدتها. بعد توليها السلطة، كان لها الفضل في الحفاظ على حياد هولندا أثناء الحرب العالمية الأولى وحل العديد من المشاكل الناجمة عن ذلك التي واجهتها بلادها بعد ذلك. في ذلك الوقت، جعلتها مشاريعها التجارية أول امرأة مليارديرة في العالم بالدولار.
في أعقاب الغزو الألماني لهولندا في عام 1940، فرت فيلهلمينا إلى بريطانيا وتولت مسؤولية حكومة المنفى الهولندية. كثيرًا ما كانت تتحدث إلى الناس عبر الراديو، وكانت تعتبر رمزًا للمقاومة. بحلول عام 1948، كانت الوحيدة المتبقية على قيد الحياة من بين الملوك الستة عشر الذين كانوا جالسين على عروشهم في وقت تتويجها وكانت عائلتها واحدة من سبعة منازل ملكية أوروبية بقيت في الوجود.
عادت فيلهلمينا إلى هولندا في عام 1945. تخلت عن العرش لابنتها يوليانا في سبتمبر من العام 1945، وتقاعدت إلى قصر هيت لو الذي ماتت فيه في 1962.

## حياتها المبكرة

### طفولتها
ولدت فيلهلمينا هيلانة بولين ماريا من هولندا من عائلة أوراني-ناساو في 31 أغسطس عام 1880 في قصر نورتاينده بلاهاي. كانت الطفلة الوحيدة للملك فيليم الثالث وزوجته الثانية، إيما من فالدك وبيرمونت. تميزت طفولتها بعلاقة وثيقة مع والديها، خصوصًا مع والدها الذي كان يبلغ من العمر 63 عامًا عندما ولدت.
بموجب نظام الميراث شبه السالي الذي كان معمولًا به في هولندا حتى عام 1887، كانت فيلهلمينا في الدور الثالث لاستلام العرش منذ ولادتها. كان لوالدها فيليم ثلاثة أبناء من زوجته الأولى صوفي من فورتمبيرغ، لكن اثنين منهم لقيا مصرعهما قبل ولادة فيلهلمينا، أما ابنه الثالث، ألكسندر، فتوفي قبل أن تبلغ ابنته الرابعة من العمر. كان قريبها قريبه الذكر الوحيد المتبقي من بيت أوراني هو عمه فريدريك الذي توفي في عام 1881 عندما كانت في عامها الأول. بحلول عام 1887، تخلى الملك البالغ من العمر 70 عامًا أخيرًا عن «الأمل في إنجاب ابن صبي» مع زوجته الشابة واتخذ القرار العملي باستقرار العرش على ابنته الوحيدة.

توفي الملك فيليم الثالث في 23 نوفمبر عام 1890. على الرغم من أن فيلهلمينا البالغة من العمر عشر سنوات أصبحت ملكة هولندا على الفور، فإن والدتها، إيما، كانت الوصية. في عام 1895، زارت فيلهلمينا فكتوريا ملكة المملكة المتحدة، التي كتبت تقييمًا لها في مذكراتها:
الملكة الشابة، التي لا يزال شعرها مفرودًا. إنها رقيقة ورشيقة، وتترك انطباع فتاة ذكية جدًا وجميلة جدًا. تتحدث الإنجليزية بشكل جيد وتعرف كيف تتصرف بآداب ساحرة.
أدت فيلهلمينا اليمين في كنيسة نيوي كيرك في أمستردام يوم السادس من سبتمبر عام 1898. كانت تدرك جيًدا ما كان ينتظرها منها الشعب الهولندي وممثلوه المنتخبون. في الوقت نفسه، كانت امرأة قوية ذات عزم وإصرار، إذ تتحدث وتتصرف كما يملي عليها تفكيرها. كانت «تكره» السياسيين، إلا أنها ذكرت حبها للشعب.

## زواجها والأبناء
في 7 فبراير 1901 تزوجت من «الدوق هنري»، وبعد الزواج تعرضت أكثر من مره للإجهاض، إلى أن أنجبت ابنتها يوليانا في 30 أبريل 1909، وبعد ذلك عادت للإجهاض مرات أخرى.

## التنازل عن العرش
في 4 سبتمبر 1948 تنازلت عن العرش لابنتها الوحيدة الأميرة يوليانا وذلك بداعي كبر السن والمرض.

## روابط خارجية
- فيلهلمينا ملكة هولندا على موقع الموسوعة البريطانية (الإنجليزية)
- فيلهلمينا ملكة هولندا على موقع مونزينجر (الألمانية)
- فيلهلمينا ملكة هولندا على موقع إن إن دي بي (الإنجليزية)